# Hylaeus jacobsoni
Hylaeus jacobsoni là một loài Hymenoptera trong họ Colletidae. Loài này được Friese mô tả khoa học năm 1914.